# Ligeriella coxalis
Ligeriella coxalis là một loài ruồi trong họ Tachinidae.